# جائزة بلجيكا الكبرى 1990
جائزة بلجيكا الكبرى 1990 هو سباق فورمولا 1 أقيم بتاريخ 26 أغسطس 1990 في حلبة دي سبا فرانكورشومب، حمام معدني، بلجيكا. كان الحادي عشر من أصل 16 في بطولة العالم لسباقات الفورمولا واحد موسم 1990. حلّ البرازيلي آيرتون سينا أولا بينما جاء الفرنسي ألن بروست في المركز الثاني وحصل على المركز الثالث النمساوي غيرهارد بيرغر.

## وصلات خارجية
- الموقع الرسمي